# Amdy Faye
Amdy Moustapha Faye (Dakar, 12 marzo 1977) è un ex calciatore senegalese, che giocava come difensore.

## Palmarès
- Coppa di Francia: 1

Auxerre: 2002-2003
- Coppa di Scozia: 1

Rangers: 2007-2008